# Pokémon Rouge Feu et Vert Feuille
 (mars 2019).
Pokémon Rouge Feu et Pokémon Vert Feuille (ポケットモンスター ファイアレッド・リーフグリーン, Poketto Monsutā Faia Reddo - Rīfu Gurīn) sont des remakes des jeux vidéo Pokémon Rouge et Bleu[réf. nécessaire]. Les jeux ont été élaborés par Game Freak et édités par Nintendo pour la Game Boy Advance, et ont été les premiers titres compatibles avec l'adaptateur sans fil Game Boy Advance, qui était fourni avec les jeux[réf. nécessaire]. Le jeu est sorti au Japon le 29 janvier 2004, en Amérique du Nord le 7 septembre 2004, en Australie le 23 septembre 2004 et en Europe le 1er octobre 2004. Deux ans plus tard, le 25 septembre 2006, les jeux ont été commercialisés sous la gamme Choix des Joueurs aux États-Unis.

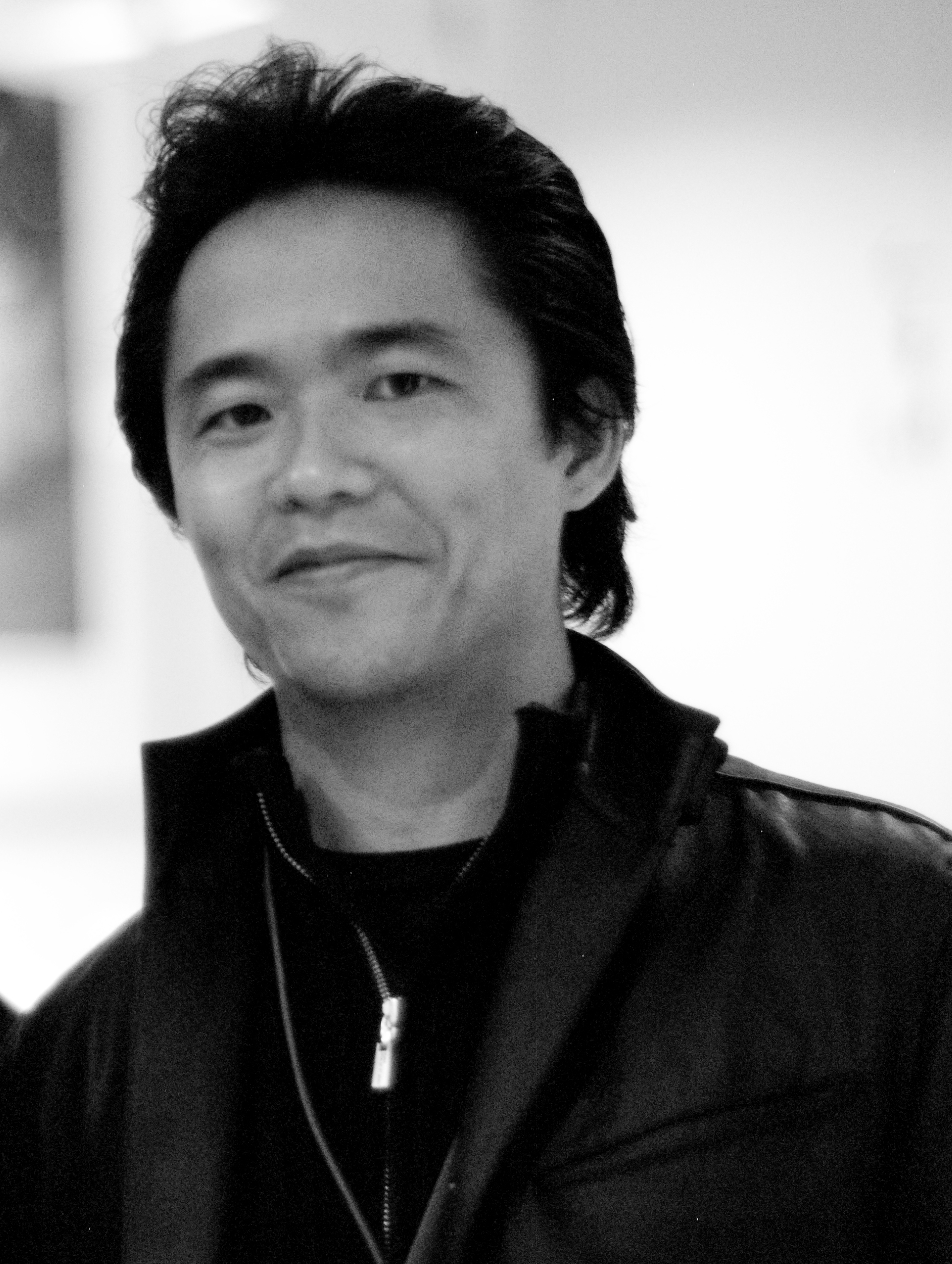
Junichi Masuda dirige la création du jeu.

Les jeux disposent de tous les Pokémon des jeux originaux sur Game Boy, ce qui permet à beaucoup de ces Pokémon d'être obtenus pour la première fois dans la nouvelle génération, étant donné que les jeux Game Boy et Game Boy Color sont incompatibles avec les jeux Game Boy Advance. Les deux jeux sont indépendants mais ont en grande partie la même intrigue. Celle-ci se déroule dans le monde de Kanto et suit la progression du héros dans sa quête pour devenir maître Pokémon.

## Synopsis
L'action de Pokémon Rouge Feu et Vert Feuille se déroule dans la région  de Kanto (inspirée du réel). Elle est composée de zones géographiques habitées par les Pokémon. Cependant, la zone de répartition de chaque Pokémon est différente pour les 151 espèces de Pokémon existantes. La région de Kanto est constituée de villes peuplées humainement, et de routes qui les relient entre elles. Certaines zones ne sont accessibles que lorsque le joueur apprend une capacité spéciale ou obtient un objet particulier.
Le protagoniste silencieux de Rouge Feu et Vert Feuille peut être un garçon appelé Red ou une fille appelée Leaf. Il vit à Bourg Palette. Après s'être aventuré seul dans les hautes herbes de Bourg Palette, une voix somme au joueur de s'arrêter. Le Professeur Chen, un célèbre chercheur Pokémon, explique au joueur que des Pokémon peuvent y vivre et les rencontrer, seul, peut être très dangereux. Il emmène le joueur à son laboratoire où celui(celle)-ci rencontre le petit-fils du professeur, un autre garçon souhaitant devenir maître Pokémon, qui se révèlera être un rival. Le joueur et le rival doivent alors choisir un « Pokémon de départ » pour leurs voyages et ont le choix entre Bulbizarre (starter type plante), Salamèche (starter type feu) ou Carapuce (starter type eau), tous de niveau 5. Le rival défie ensuite le joueur dans un combat Pokémon où s'affrontent leurs deux Pokémon de départ. Son Pokémon est également de niveau 5 au début et aura plus tard l'avantage sur le starter du joueur, par exemple si vous prenez Bulbizarre, il choisira Salamèche. Le rival continuera de défier le héros, tout au long du jeu, à plusieurs endroits de la partie.
Tout en visitant les villes de la région, le joueur rencontrera des établissements spéciaux appelés « arènes ». À l'intérieur, y demeurent des Champions d'Arène, que le joueur devra battre dans un combat Pokémon pour obtenir leur badge. Une fois les huit badges acquis, le joueur sera autorisé à entrer à la Ligue Pokémon, qui se compose des meilleurs dresseurs de Pokémon de la région. Le héros devra alors battre les quatre membres de la Ligue puis le champion, le rival du joueur.
Tout au long du jeu, le joueur devra combattre les forces de la Team Rocket, une organisation criminelle, qui vole et abuse des Pokémon. Ils imaginent de nombreux plans de vols de Pokémon rares, que le joueur doit déjouer,.

## Nouveautés
En tant que remakes de Pokémon Rouge et Bleu, Pokémon Rouge Feu et Vert Feuille en reprennent le synopsis, tout en incluant les innovations du gameplay des versions parues depuis.
- Les 386 Pokémon sont disponibles (selon la version), et la plupart d'entre eux n'apparaissait pas dans Pokémon Rubis et Saphir.
- Un menu d'aide a été ajouté, ce qui permet au joueur de chercher des données presque à n'importe quel moment du jeu — incluant par exemple une table des types qui peut être utile en combat. Il y a également un objet appelé TV ABC enseignant les bases du jeu.
- Des changements ont été faits dans le sac : les objets ont une image à côté de leur description.
- Il n'y a plus de poche du sac pour les CT et les baies ; à la place, il y a un sac à baies et une boîte à CT donnant des informations sur l'attaque qu'elles enseignent.
- Les baies peuvent être broyées pour obtenir diverses poudres de soin.
- Les objets tenus peuvent être directement déplacés avec le PC, ce qui est plus pratique que de retirer un Pokémon pour prendre l'objet qu'il tient.
- L'objet Cherche VS permet de combattre à nouveau les autres dresseurs déjà combattu.
- Le Mémorydex a été ajouté, permettant de stocker des informations et des rumeurs sur les personnages importants.
- Après avoir battu le Conseil des 4 et possédé 60 Pokémon différents, le joueur recevra le Pokédex national, qui permettra d'attraper des Pokémon qui ne viennent pas de Kanto.
- Après l'avoir battue pour la première fois, la ligue Pokémon sera plus forte et aura quelques Pokémon de Johto.
- Quand on reprend une partie sauvegardée, le jeu rappelle au joueur les quatre derniers événements important du jeu, pour qu'il se rappelle ce qu'il faisait et qu'il sache ce qu'il doit faire.
- Puisque les CT utilisés sont celles de Rubis et Saphir, des personnages pouvant enseigner les attaques des versions originales ont été ajoutés.
- Avec l'adaptateur sans fil fourni avec le jeu, les joueurs peuvent aller dans la salle de l'union, pour discuter, échanger des Pokémon et se battre avec d'autres joueurs.
- Avec ce même adaptateur, jusqu'à cinq joueurs peuvent jouer à des mini-jeux en utilisant leurs Pokémon.
- Quand le joueur entre dans un lieu comme une grotte ou une forêt, il a un aperçu du lieu.

Bien que Pokémon Rouge Feu et Vert Feuille incluent des nouveautés, un grand nombre d'améliorations sont inspirées des jeux précédents.

### Améliorations issues d'Or/Argent/Cristal
- Les Pokémon sont sexués.
- Les Pokémon disposent de la statistique "attaque spéciale" pour la puissance de leurs attaques spéciales et la statistique "défense spéciale" pour leur résistance aux attaques spéciales (contrairement à Pokémon Bleu, Rouge et Jaune où il y avait seulement une statistique "Spécial" qui servait à la fois pour l'attaque et la défense spéciales) ce qui équilibre le jeu par rapport à celui sur Game Boy.
- Ils peuvent tenir des objets ; certains d'eux ont un effet en combat.
- Il y a une pension qui peut élever deux Pokémon, ce qui permet d'avoir des œufs (si les deux Pokémon sont compatibles) .
- Les Pokémon peuvent pondre des œufs.
- Après avoir battu le Conseil des 4 (et obtenu le Pokédex National), Raikou, Entei ou Suicune errera dans Kanto, selon le Pokémon choisi au début du jeu.
- Le cadeau mystère disponible avec l'adaptateur sans fil rappelle celui que l'on pouvait avoir avec le port infrarouge de la Game Boy Color.
- Les Pokémon ont des points de bonheur, qui peuvent influencer l'évolution de certains d'entre eux.
- Le sexe du joueur peut être choisi au début du jeu.
- Les musiques des îles Sevii 4 à 7 proviennent de Pokémon Or, Argent et Cristal.

### Améliorations issues de Rubis/Saphir
- Les aspects techniques comme les EV et les IV, les natures, etc. sont inclus dans le jeu.
- Certaines des baies de Hoenn peuvent être trouvées dans le jeu.
- Il y a des combats à deux Pokémon contre deux.
- Le dingue des capacités est de retour, mais a besoin cette fois d'un nouvel objet (deux petits champignons ou un grand champignon).
- Les îles Sevii contiennent des inscriptions en Braille.

### Les îles Sevii
Pokémon Rouge Feu et Vert Feuille incluent une nouvelle région à explorer : l'archipel des îles Sevii. Elles permettent d'ajouter des éléments au scénario sans totalement le modifier et de pouvoir capturer des Pokémon de Johto. Il s'agit de neuf îles, dont sept sont disponibles normalement. Les six premières sont indispensables à l'histoire.

Les îles 1 à 3 sont disponibles après avoir obtenu le septième badge. On trouve Sulfura sur l'île 1.
 (Dans les versions rouge/bleu/vert de la gameboy, Sulfura se trouvait dans la route victoire).
Les îles 4 à 7 sont disponibles après avoir battu la ligue. L'île 4 comporte une pension servant à élever des Pokémon.

Les îles 8 et 9 sont impossibles à atteindre sans des tickets spéciaux distribués par Nintendo ou obtenus en trichant. On y trouve des Pokémon légendaires : Lugia, Ho-Oh, et Deoxys.

## Autres changements
- Certaines grottes comme les Îles Écume, la Route Victoire et la Cave Azurée ont légèrement changé.
- Quelques dialogues ont été modifiés. Les paroles des personnages féminins sont écrites en rouge et celles des personnages masculins en bleu. Les panneaux sont écrits en gris.
- La Grotte Azurée est inaccessible avant d'avoir battu la Team Rocket sur les îles Sevii.
- Il y a des personnages enseignant des attaques qui existaient en CT dans les versions Rouge, Bleue et Jaune.
- Le bug permettant d'avoir Mew dans les versions Rouge et Bleue a été supprimé, tout comme MissingNo. (possibilité d'apparition en cas de hack ou codes).
- On ne trouve ni Raichu ni Grodoudou sauvages.